# 拜歐拉大學
拜歐拉大學（Biola University）是位於美國加利福尼亞州拉米拉達的一所福音派私立大學。

## 历史
創立於1908年，當時稱洛杉磯聖經學院（Bible Institute Of Los Angeles）。 1949年改名拜歐拉學院，1959年搬至現址，1981年改為大學。

## 排名
2021年《美國新聞與世界報道》全國大學排名中它排在第187位。

## 外部連結
- 官方网站
- Official athletics website （页面存档备份，存于）
- https://cn.biola.edu/ （页面存档备份，存于） Official international website for Chinese students

33°54′20″N 118°01′05″W / 33.905558°N 118.018117°W